# Eisenbahnbrücke Kettwig
Die Eisenbahnbrücke Kettwig ist eine in Essen-Kettwig gelegene Stahl-Fachwerkbrücke, die bei Flusskilometer 22,1 (von der Mündung aus) über die Ruhr führt und auf der die Ruhrtalbahn den Fluss überquert. Dabei bildet sie die östliche Grenze des 1950 errichteten Kettwiger Sees. Früher wie heute schließt sich im südlichen Teil ein fünfbogiger Viadukt an die Stahlbrücke an.

## Geschichte
Die heutige Kettwiger Eisenbahnbrücke ist die 1951 wieder aufgebaute, alte zweigleisige Düsseldorfer Brücke, die 1871 als erste von drei Eisenbahnbrücken, die hier nebeneinander verliefen, dem Eisenbahnverkehr diente.

### Vorgeschichte
Die Preußische Regierung erteilte der Bergisch-Märkischen Eisenbahn-Gesellschaft (BME) 1863 den Auftrag zur Planung einer Ruhrtal-Verbindungseisenbahn. Folglich beschloss diese 1866 den Bau der Bahnstrecke Düsseldorf – Kettwig – Kupferdreh.

#### Düsseldorfer Brücke
1869 wurde zuerst mit dem Bau der sogenannten Düsseldorfer Brücke begonnen. Die Strombrücke konstruierte man aus Stahlfachwerk, wobei die Strecke im Süden auf einem fünfbogigen Viadukt fortgesetzt wurde. Am 23. Oktober 1871 wurden Erprobungsfahrten über die neue Brücke gemacht. Schließlich bestand sie mit einer Belastungsfahrt eines Zuges von zwölf mit Kies beladenen Waggons die baupolizeiliche Abnahme.
1872 fand die offizielle Einweihung der Brücke statt. Damit begann der planmäßige Güter- und Personenverkehr von Essen über Kettwig nach Düsseldorf.

#### Mülheimer Brücken
Die erste Mülheimer Brücke wurde zwischen 1873 und 1876 westlich direkt neben die Düsseldorfer Brücke gebaut. Es war eine eingleisige Stahl-Kastenbrücke, deren Gleisbett einige Meter tiefer als das der Düsseldorfer Brücke lag, so dass sie die Werdener Straße ebenerdig kreuzte. Die Düsseldorfer Brücke überspannt diese bis heute.
Die Untere Ruhrtalbahn, von Kettwig nach Mülheim-Styrum über Mintard, Saarn und Broich, wurde mit der im März 1876 fertiggestellten Mülheimer Brücke zunächst eingleisig mit der bereits bestehenden Ruhrtalbahn verbunden, betrieben von der Bergisch-Märkischen Eisenbahn. Nachdem diese Strecke zweigleisig ausgebaut war, wurde im Jahr 1900 nochmals westlich neben die erste Mülheimer eine zweite Mülheimer Brücke gebaut, diesmal eine Stahlbrücke mit zwei Bögen.

#### Umbau 1926
1926 wurden alle drei Brücken verstärkt und umgebaut. Grund war die Fertigstellung der Niederbergbahn von Kettwig über Heiligenhaus und Velbert nach Wülfrath.

#### Zweiter Weltkrieg und die Folgen
Am 10. April 1945 fand um etwa 7.30 Uhr die Sprengung aller drei Brücken durch deutsche Soldaten statt. Grund waren von Norden heranrückende amerikanische Truppen, denen man den Weg über die Ruhr versperren wollte.
Wenige Wochen nach Kriegsende wurde der Bahnverkehr bereits wieder aufgenommen. Züge aus Düsseldorf endeten am provisorischen Bahnsteig, genannt Pusch, dort wo sich heute der S-Bahn-Haltepunkt Kettwig Stausee befindet. Züge von Mülheim endeten am Bahnhof Kettwig vor der Brücke, nahe der St.-Joseph-Kirche.
Ab 1948 wurden erste Trümmer der drei Brücken beseitigt. Der Wiederaufbau einzig der zweigleisigen Düsseldorfer Brücke fand 1950 statt. Sie konnte im März 1951, nach einer Belastungsprobe dreier Lokomotiven mit einem gemeinsamen Gesamtgewicht von 360 Tonnen, in Betrieb genommen werden. Damit verkehrte die Eisenbahn wieder von Kettwig nach Düsseldorf bzw. über Velbert nach Wuppertal. Teile der beiden nicht wieder aufgebauten Mülheimer Brücken, die noch vom Nordufer aus die Ruhr bis zum ersten Pfeiler überspannten, wurden im April 1957 demontiert. Diese beiden Brückenelemente wurden nach Wesel verbracht und überspannen bis heute die Lippe.
Ab 1953 gab es für die Strecke von Mülheim-Styrum einen Behelfshaltepunkt namens Kettwig Stausee, unterhalb des heutigen gleichnamigen Haltepunktes. Hier gab es Umsteigemöglichkeiten zur Strecke nach Velbert, bis der Personenverkehr auf der Verbindung nach Mülheim am 1. September 1968 eingestellt und die Strecke auch für den Güterverkehr bis 1978 endgültig stillgelegt wurde.

## Bilder heute

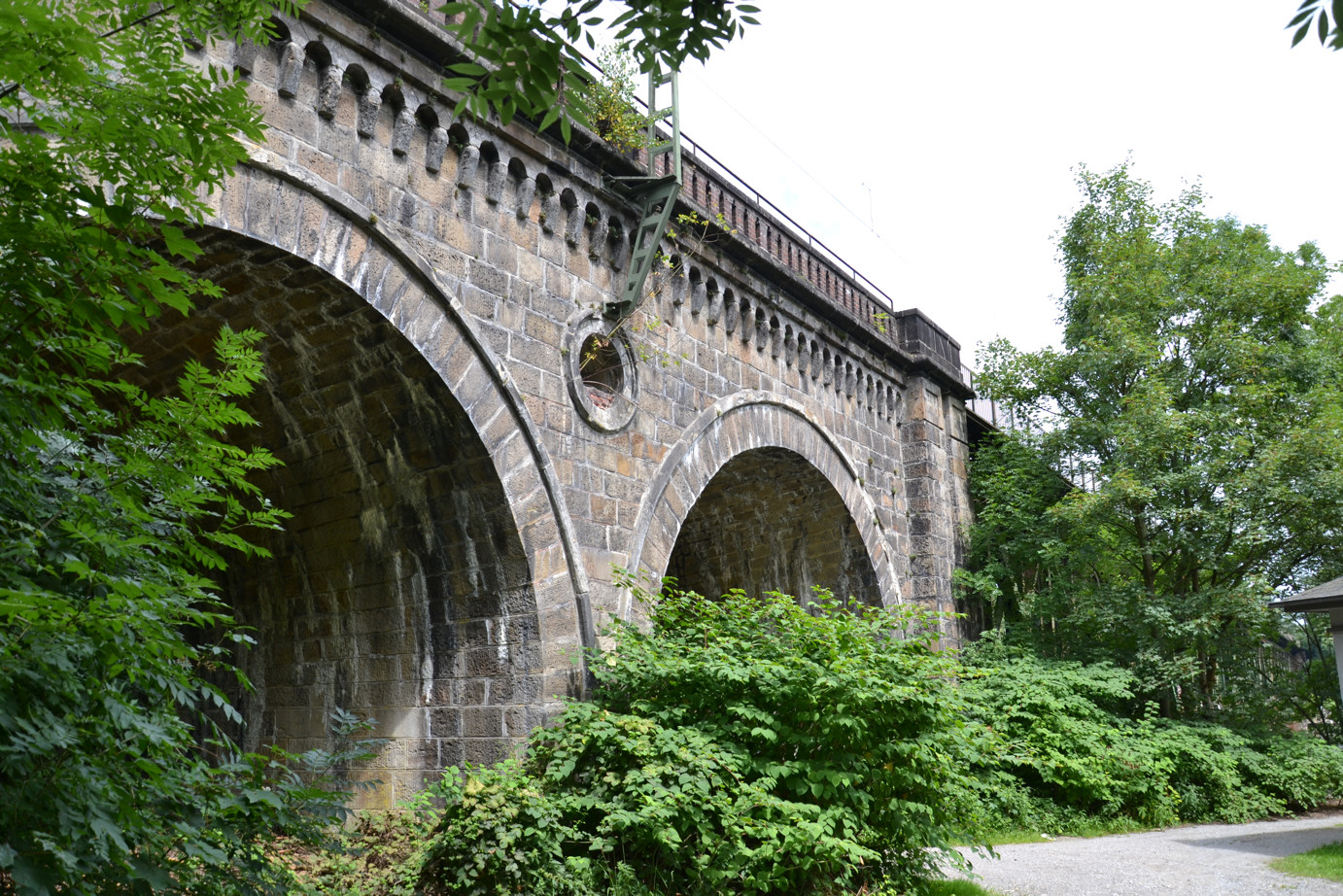
Viadukt südlich im Anschluss an die Brücke
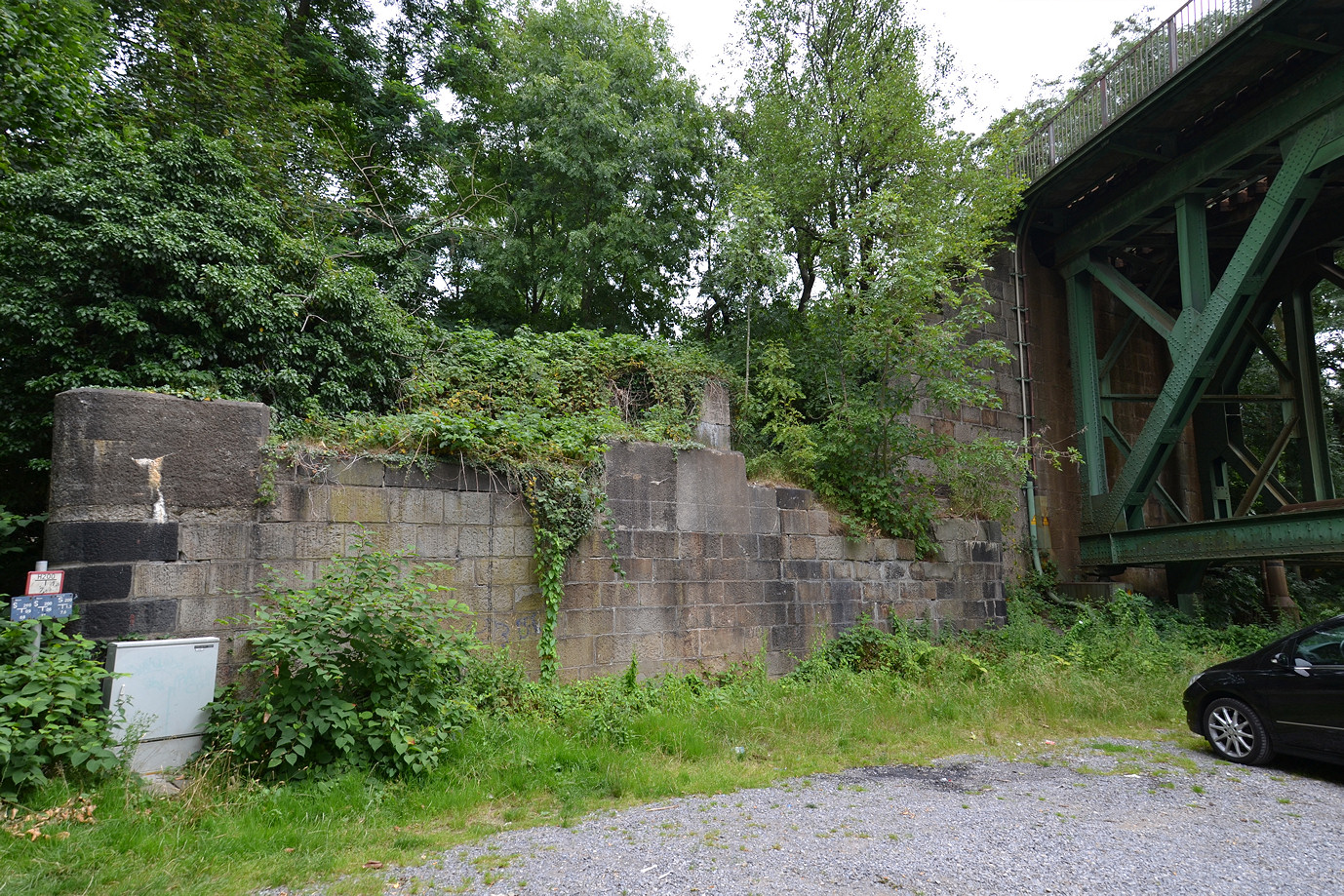
Widerlager der ehem. Mülheimer Brücken am Nordufer
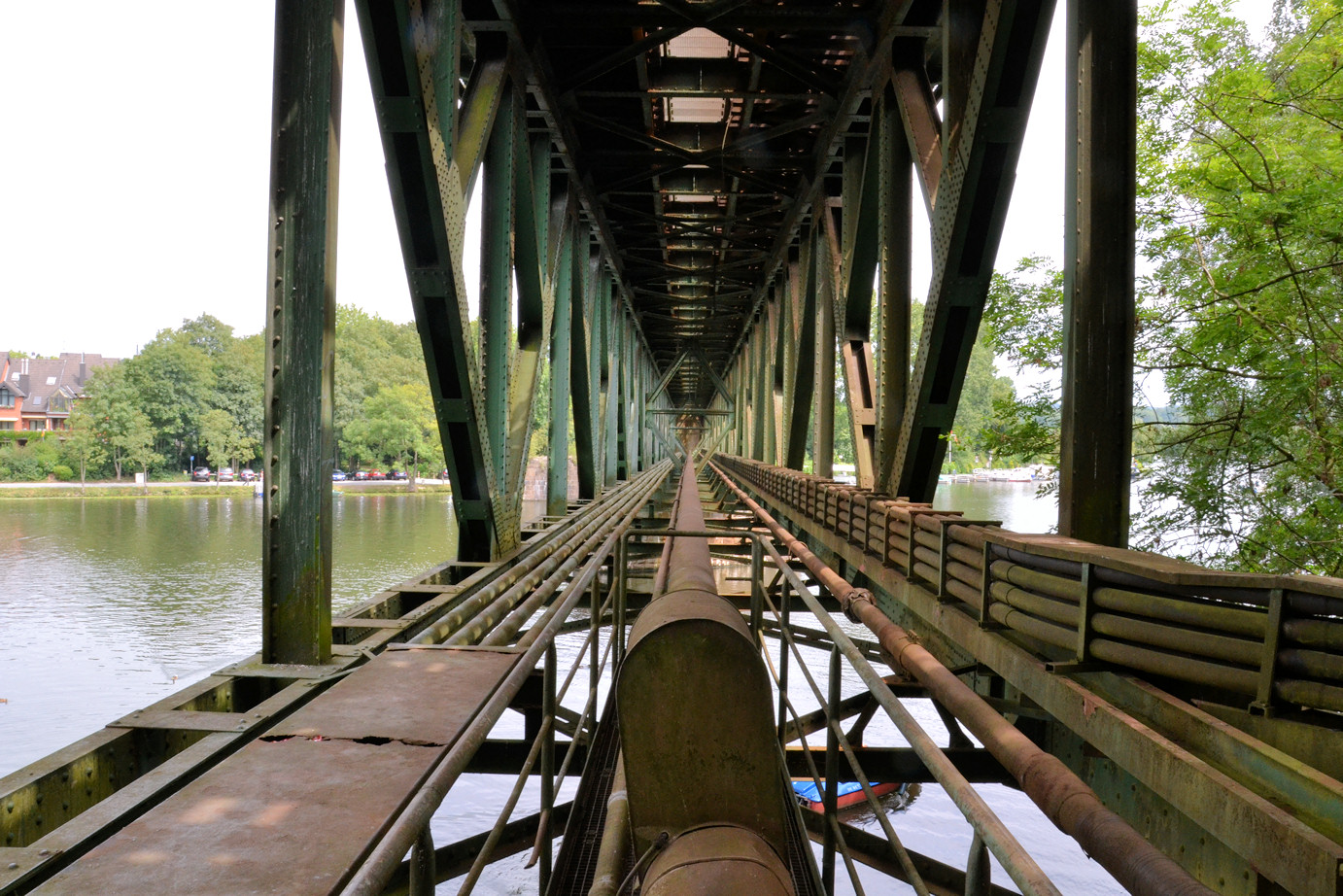
Brücke von innen
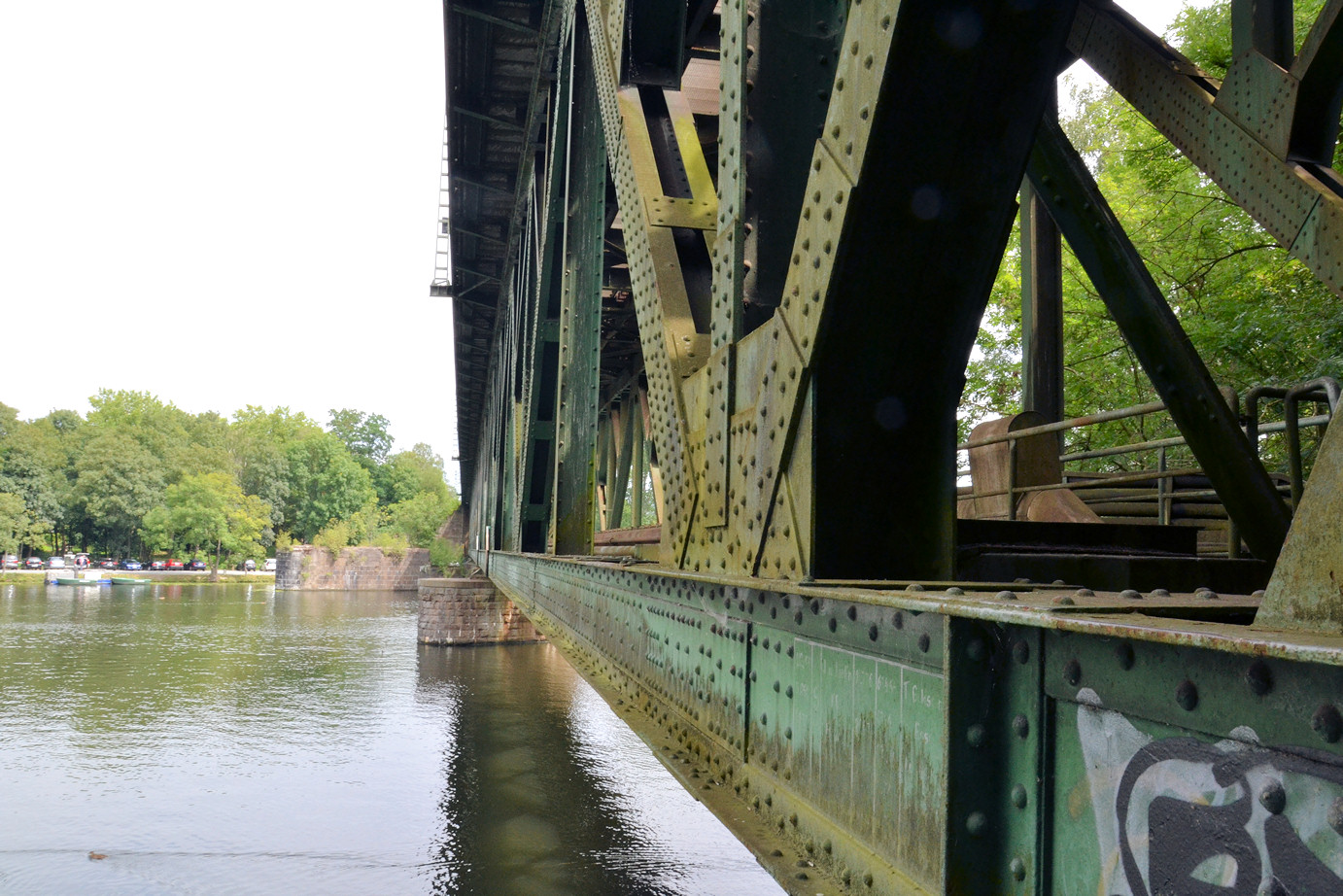
Blick zum Nordufer, im Hintergrund großer Pfeiler der ehem. Mülheimer Brücken
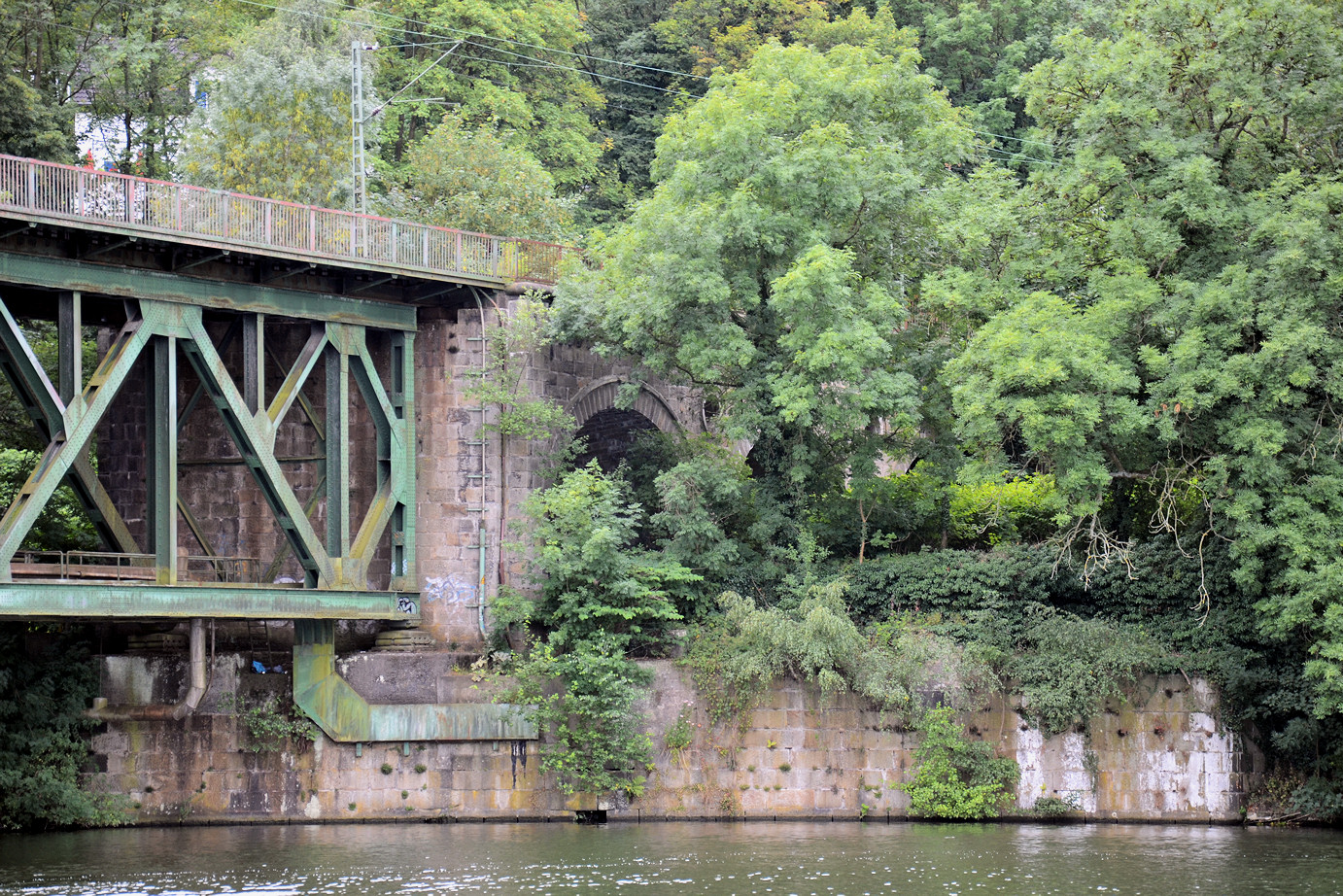
Viadukt am Südufer mit Fundament der ehem. Mülheimer Brücken